# Khoranj
Khoranj (persiska: خرنج) är en ort i Iran.   Den ligger i provinsen Västazarbaijan, i den nordvästra delen av landet, 600 km väster om huvudstaden Teheran. Khoranj ligger 1 498 meter över havet och antalet invånare är 640.
Terrängen runt Khoranj är kuperad.Runt Khoranj är det ganska glesbefolkat, med 48 invånare per kvadratkilometer. Närmaste större samhälle är Gerd Kashāneh, 10,7 km nordväst om Khoranj. Trakten runt Khoranj består i huvudsak av gräsmarker.